# Valentin Rajtjev
Valentin Rajtjev, född den 20 september 1958 i Sofia, Bulgarien, är en bulgarisk brottare som tog OS-guld i welterviktsbrottning i fristilsklassen 1980 i Moskva.